# Andromeda XI
Andromeda XI (And XI) è una galassia nana sferoidale (dSph) situata nella costellazione di Andromeda alla distanza di circa 2,9 milioni di anni luce dalla Terra.
È una galassia satellite della Galassia di Andromeda (M31) e quindi fa parte del Gruppo Locale. È stata scoperta nel 2006 dal gruppo di ricerca di N.F. Martin.